# Lacunaria panamensis
Lacunaria panamensis là một loài thực vật có hoa trong họ Ochnaceae. Loài này được (Standl.) Standl. mô tả khoa học đầu tiên năm 1942.